# Andrei Glanzmann
Andrei Glanzmann (27 marca 1907 w Epenes, zm. 23 czerwca 1988) – rumuński piłkarz, reprezentant kraju, grający na pozycji napastnika.

## Kariera klubowa
Glanzmann w latach 1929–1935 występował w zespole CA Oradea. W 1930 zaliczył krótki epizod w Ripensia Timișoara.
| Sezon   | Klub               | Kraj    | Rozgrywki           | Mecze | Bramki |
| ------- | ------------------ | ------- | ------------------- | ----- | ------ |
| 1929/30 | CA Oradea          | Rumunia | Mistrzostwa Rumunii |       |        |
| 1930/31 | Ripensia Timișoara | Rumunia |                     |       |        |
| 1930/31 | CA Oradea          | Rumunia |                     |       |        |
| 1931/32 | CA Oradea          | Rumunia |                     |       |        |
| 1932/33 | CA Oradea          | Rumunia | Liga I              | 10    | 2      |
| 1933/34 | CA Oradea          | Rumunia | Liga I              | 14    | 4      |
| 1934/35 | CA Oradea          | Rumunia | Liga I              | 12    | 1      |

## Kariera reprezentacyjna
Glanzmann został powołany na Mistrzostwa Świata 1930 w Urugwaju. Na turnieju pełnił rolę zawodnika rezerwowego. Debiut w drużynie narodowej zanotował 10 maja 1931 meczem przeciwko Bułgarii, który Rumunia wygrała 5:2. 
Po raz ostatni w reprezentacji zagrał 2 października 1932 w meczu przeciwko Polsce, przegranym 0:5. Łącznie Glanzmann w latach 1931–1932 zagrał w 13 spotkaniach reprezentacji Rumunii, w których strzelił dwie bramki.
| Mecze i gole w reprezentacji | Mecze i gole w reprezentacji | Mecze i gole w reprezentacji | Mecze i gole w reprezentacji | Mecze i gole w reprezentacji | Mecze i gole w reprezentacji | Mecze i gole w reprezentacji |
| #                            | Data                         | Miasto                       | Przeciwnik                   | Gol                          | Wynik                        | Rozgrywki                    |
| ---------------------------- | ---------------------------- | ---------------------------- | ---------------------------- | ---------------------------- | ---------------------------- | ---------------------------- |
| 1.                           | 10.05.1931                   | Bukareszt                    | Bułgaria                     |                              | 5:2                          | towarzyski                   |
| 2.                           | 28.06.1931                   | Zagrzeb                      | Jugosławia                   | Gol                          | 4:2                          | Balkan Cup                   |
| 3.                           | 23.08.1931                   | Warszawa                     | Polska                       |                              | 3:2                          | towarzyski                   |
| 4.                           | 26.08.1931                   | Kowno                        | Litwa                        |                              | 4:2                          | towarzyski                   |
| 5.                           | 20.09.1931                   | Oradea                       | Czechosłowacja               | Gol                          | 4:1                          | Puchar Europy Środkowej      |
| 6.                           | 04.10.1931                   | Budapeszt                    | Węgry                        |                              | 0:4                          | Puchar Europy Środkowej      |
| 7.                           | 29.11.1931                   | Ateny                        | Grecja                       |                              | 4:2                          | Balkan Cup                   |
| 8.                           | 08.05.1932                   | Bukareszt                    | Austria                      |                              | 4:1                          | Puchar Europy Środkowej      |
| 9.                           | 12.06.1932                   | Bukareszt                    | Francja                      |                              | 6:3                          | towarzyski                   |
| 10.                          | 26.06.1932                   | Belgrad                      | Bułgaria                     |                              | 0:2                          | Balkan Cup                   |
| 11.                          | 28.06.1932                   | Belgrad                      | Grecja                       |                              | 3:0                          | Balkan Cup                   |
| 12.                          | 03.07.1932                   | Belgrad                      | Jugosławia                   |                              | 1:3                          | Balkan Cup                   |
| 13.                          | 02.10.1932                   | Bukareszt                    | Polska                       |                              | 0:5                          | towarzyski                   |